# Charlotte Sibi
Charlotte Sibi (n. 26 decembrie 1901, Iași – d. 26 mai 1989, Iași) a fost o profesoară de limba franceză în Iași, una din personalitățile culturale românești de origine franceză ale orașului.

## Biografie
Charlotte Sibi s-a născut în 26 decembrie 1901 în Iași, România. Tatăl ei, Joseph Sibi, era francez, profesor și agent consular al Franței. Mama, Hortense, era de origine germană. Charlotte a avut două surori, Maria Sibi (1896-1991), profesor universitar de biochimie la Facultatea de Medicină din Iași, și Alice (n. 1898), profesoară de limba engleză, căsătorită cu folcloristul și filologul Petru Caraman.
După studiile la liceul Notre-Dame de Sion din Iași, Charlotte Sibi se refugiază cu familia ei în Franța, în timpul Primului Război Mondial. Tatăl ei este rănit. După război, se reîntoarce la Iași și dă bacalaureatul. Studiază franceza la Facultatea de Litere a Universității „Alexandru Ioan Cuza” din Iași, obținînd licența în 1928. După terminarea cursurilor Seminarului Pedagogic (1929), devine profesor la liceul de fete „Carmen-Sylva” din Botoșani (1930), unde va preda pînă în 1949. Înființează acolo o bibliotecă de limbă franceză și colaborează la revista catolică din Iași, Lumina creștinului.
În timpul celui de-al Doilea Razboi Mondial a lucrat ca voluntară la Crucea Roșie în orașul Focșani, și apoi la Arad, unde liceul botoșănean fusese evacuat.
Charlotte Sibi este autoarea a 6 manuale de limba și literatura franceză pentru elevii claselor de gimnaziu și liceu. Înzestrată cu o inteligență, o memorie și un har ieșite din comun, Charlotte Sibi cunoștea la perfecție latina și greaca veche, franceza, româna, germana și engleza.
Charlotte Sibi era o persoană cu o credință profundă și o profesoară exigentă, dar generoasă, respectată și admirată de elevii săi. Curînd după instaurarea regimului comunist, Charlotte Sibi a fost definitiv eliminată din învățămîntul public din cauza originei sale franceze și burgheze; mai mult, în timpul unei inspecții școlare, în calitatea sa de catolică practicantă a refuzat să nege public existența lui Dumnezeu.
Din anii '50 pînă la dispariția sa, în 1989, Charlotte Sibi va primi în casa ei din Strada Palade nr. 12 din Iași sute de copii cărora le va da lecții particulare de limba franceză. Elevii lui Charlotte Sibi se numără astăzi printre intelectualii, universitarii, profesorii și medicii de renume ai Iașului și nu numai.

## In memoriam
La 20 de ani de la moartea profesoarei lor, foștii săi elevi s-au reunit în mai 2009 la Centrul Cultural Francez din Iași și au creat o asociație dedicată amintirii acesteia (Asociația „Charlotte Sibi”) și un buletin informativ (Les cahiers de Charlotte). În decembrie 2009, Asociația a organizat la Centrul Cultural Francez din Iași prima ediție a Concursului „Charlotte Sibi” de cunoaștere a Franței și a limbii franceze.
În 2010, Domnul Henri Paul, Ambasador al Republicii Franceze în Romania, a vizitat casa lui Charlotte Sibi, iar mediateca Centrului Cultural Francez din Iași a primit numele „Charlotte Sibi”. În 2011 a fost publicată prima biografie a bine cunoscutei profesoare franco-romane din Iași. Cartea, intitulată Charlotte Sibi - Domnișoara de franceză, în editie bilingvă, este scrisă de Olivier Dumas și tradusă în română de Felicia Dumas.

## Lucrări publicate
- Carte de limba franceză pentru clasa III-a – liceelor și gimnaziilor (Ed. Cartea Românească, București, 1930) – în colaborare cu Joseph Sibi
- Livre de français à l’usage des élèves de la IVe classe secondaire (Ed. Imprimerie B. Saidman, Botoșani, 1936) – în colaborare cu Gabriela C. Leonardesco
- Livre de français à l’usage des élèves de la Ve classe secondaire (Ed. Imprimerie B. Saidman, Botoșani, 1936) – în colaborare cu Gabriela C. Leonardesco
- Livre de français à l’usage des élèves de la VIe classe secondaire, (Edition Imprimerie B. Saidman, Botoșani, 1936 . – în colaborare cu C. Leonardesco și Joseph Sibi
- Livre de français à l’usage des élèves de la VIIe classe secondaire (Edition Imprimerie B. Saidman, Botoșani, 1936 – în colaborare cu C. Leonardesco și Joseph Sibi
- Livre de français à l’usage des élèves de la VIIIe classe secondaire (Edition Imprimerie B. Saidman, Botoșani, 1936) – în colaborare cu C. Leonardesco și Joseph Sibi